# Kanton Valence-3
Kanton Valence-3 (fr. Canton de Valence-3) je francouzský kanton v departementu Drôme v regionu Rhône-Alpes. Skládá se pouze z části města Valence.